# Quai de la Seine
Koordinaten: 48° 53′ N, 2° 22′ O
Der Quai de la Seine ist eine Straße im 19. Arrondissement von Paris.

## Lage

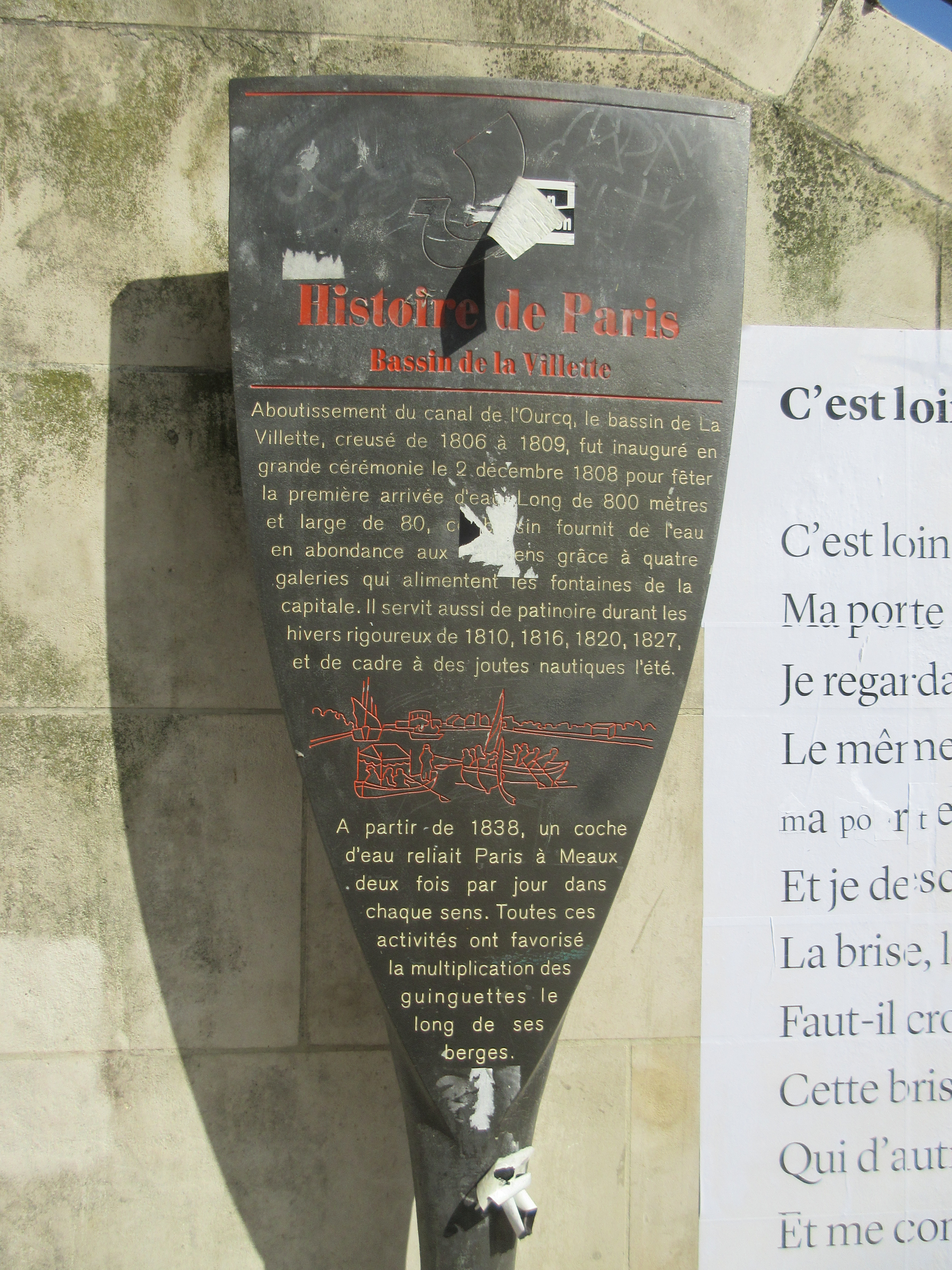
Orientierungstafel
«Bassin de la Villette»

Der Quai de la Seine führt am Bassin de la Villette zwischen der Rotonde de la Villette und der Pont levant de la rue de Crimée entlang.
Die Wasserseite der Straße ist mit Bäumen bepflanzt (eine Reihe Linden zur Wasserseite und zwei Reihen Flügelnüsse zur Straßenseite). Der östliche Bürgersteig ist mit Sand bedeckt und dient als Boule-Platz. Beides zusammen heißt Promenade Signoret-Montand.
Métro Paris
- Stalingrad
- Riquet
- Crimée (Métro Paris)

Bus
- RATP 26, 48, 54, 60

Vélib’

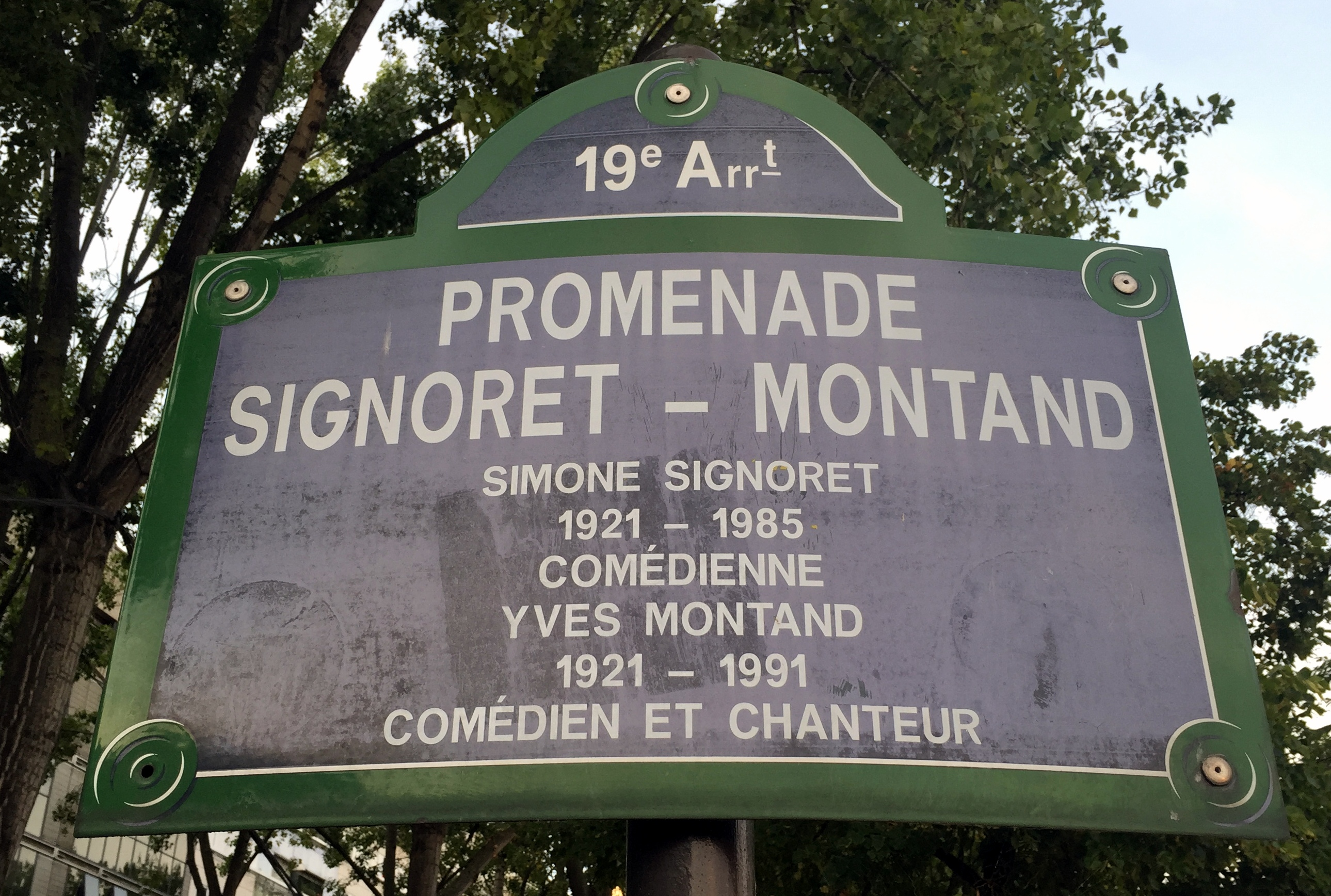
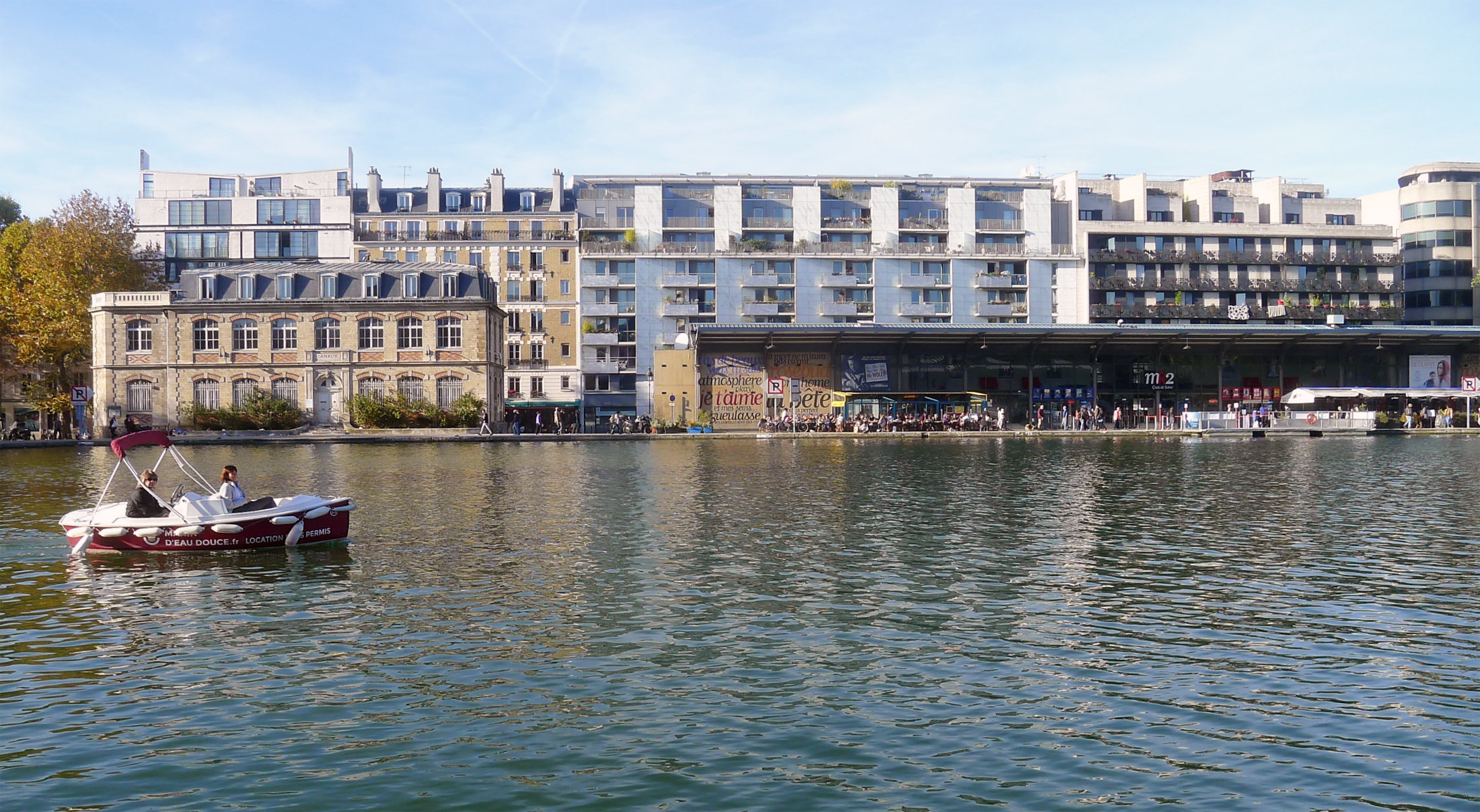
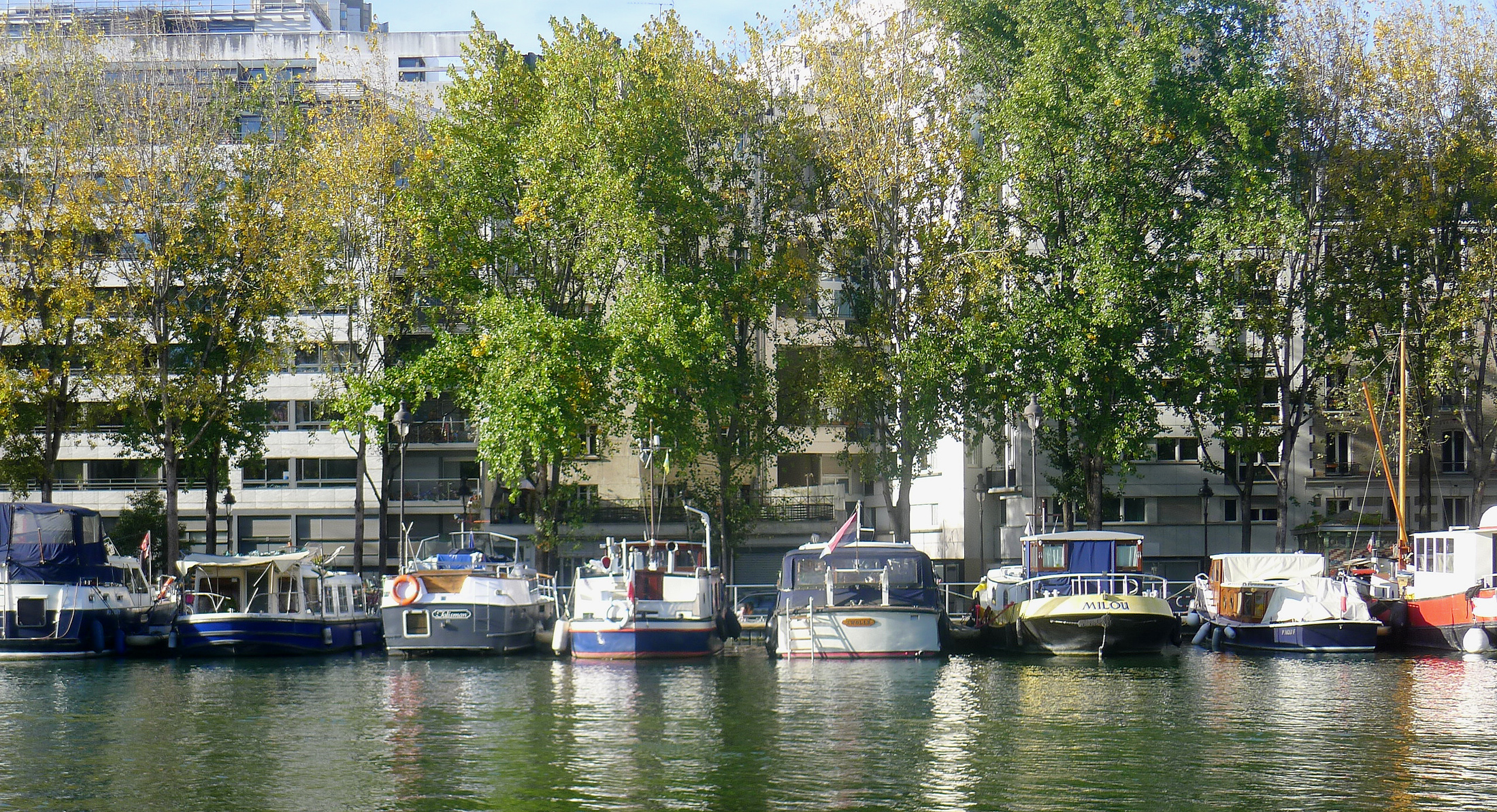

- Station Nr. 19003, 24 Plätze, 3, Quai de la Seine
- Station Nr. 19029, 18 Plätze, 51, Quai de la Seine
- Station Nr. 19125, 30 Plätze, Place de l’Édit-de-Nantes

## Namensursprung
Die Straße ist nach dem durch Paris fließenden Fluss, die Seine, benannt.

## Geschichte
Diese Straße war ursprünglich die Route départementale 75. Sie wurde zur Uferstraße umgebaut, als der Canal de l’Ourcq angelegt und das Bassin de la Villette gefüllt wurde. 1857 bekam sie offiziell ihren heutigen Namen und wurde per Erlass vom 23. Mai 1863 ins Pariser Straßennetz aufgenommen.

## Sehenswürdigkeiten
- Am Ufer des Bassins de la Villette liegen sich die beiden Kinokomplexe MK2 Quai de Loire / Quai de Seine gegenüber. Eine Fähre verkehrt zwischen den beiden Kinotheatern und ist für Kinobesucher kostenlos; daher ihr Name Zéro de conduite (deutsch freie Fahrt).
- Bei der Nr. 16 gibt es eine kleine Grünfläche, den Square du Quai-de-la-Seine.
- Gegenüber Nr. 53 steht ein kleines Model eines Wallace-Brunnens.